# St. Robert (Misuri)
St. Robert es una ciudad ubicada en el condado de Pulaski en el estado estadounidense de Misuri. En el Censo de 2010 tenía una población de 4340 habitantes y una densidad poblacional de 213,71 personas por km².

## Geografía
St. Robert se encuentra ubicada en las coordenadas 37°49′24″N 92°9′00″O / 37.82333, -92.15000. Según la Oficina del Censo de los Estados Unidos, St. Robert tiene una superficie total de 20.31 km², de la cual 20.28 km² corresponden a tierra firme y (0.11%) 0.02 km² es agua.

## Demografía
Según el censo de 2010, había 4340 personas residiendo en St. Robert. La densidad de población era de 213,71 hab./km². De los 4340 habitantes, St. Robert estaba compuesto por el 61.13% blancos, el 22.07% eran afroamericanos, el 0.39% eran amerindios, el 5.76% eran asiáticos, el 0.88% eran isleños del Pacífico, el 3.06% eran de otras razas y el 6.71% pertenecían a dos o más razas. Del total de la población el 10.99% eran hispanos o latinos de cualquier raza.